# Palacio de justicia de Ruan
El palacio de justicia de Ruan (en francés: palais de justice de Rouen) es el antiguo edificio del parlamento de Normandía construido en la ciudad de Ruan entre finales del siglo XV y el siglo XX. Alberga el palacio de Justicia después de la revolución francesa y fue objeto de una clasificación como monumento histórico por la lista de sitios de 1840.
Se puede llegar la zona por la estación de tranvía Palais de Justice.

## Historia

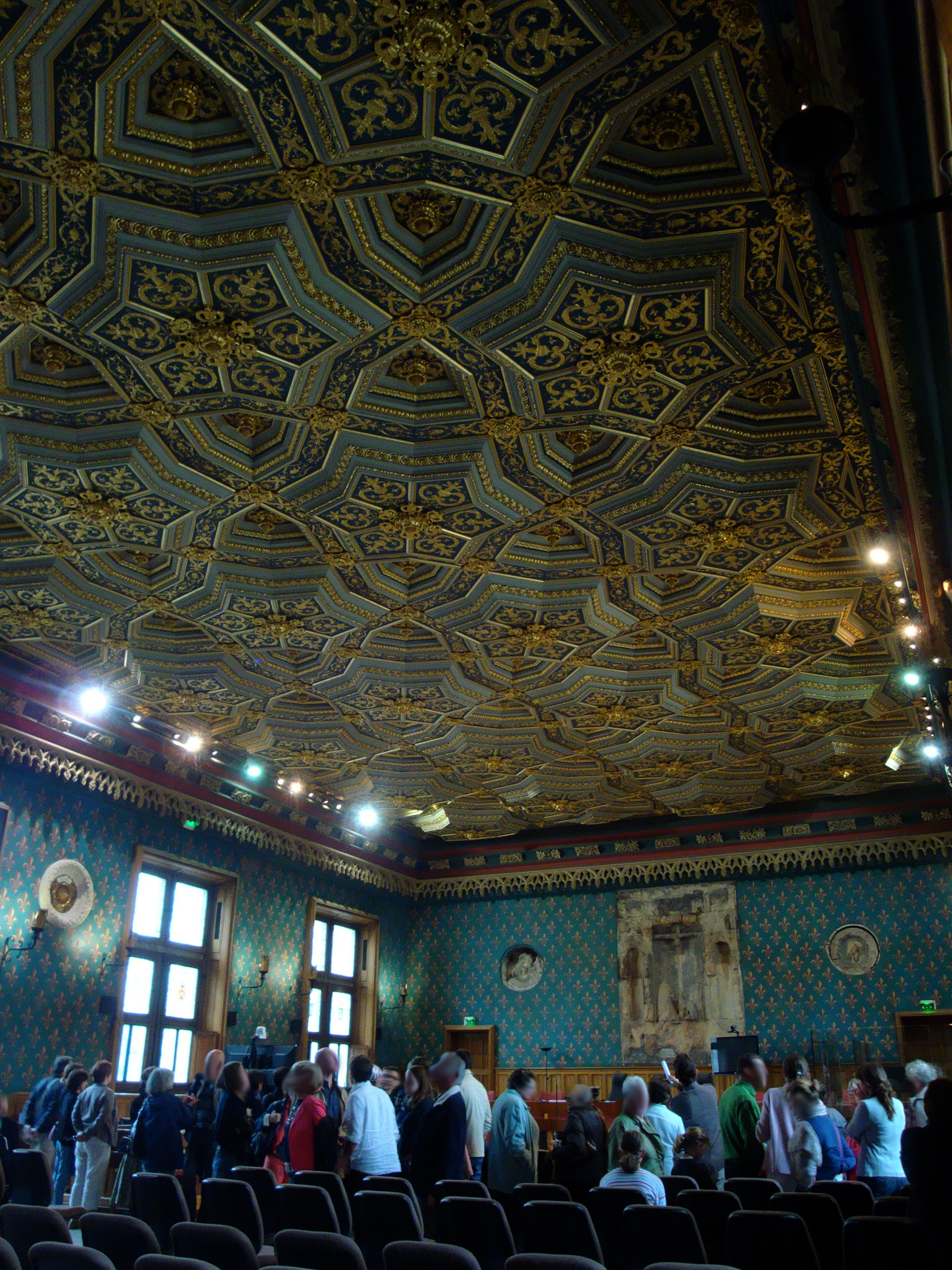
Patio de Asientos, reconstruida según el original con su techo de artesonado

El 3 de marzo de 1494, los concejales de la ciudad aprobaron una resolución para construir una gran sala en el Nuevo Mercado, donde los comerciantes de la ciudad pudiesen reunirse. Fue la primera etapa de construcción del actual palacio de justicia. Ese primer edificio, que corresponde al actual cuerpo oeste de la edificación, fue construido por los arquitectos Roger Ango y Roulland le Roux entre 1499 y 1508.
El cuerpo de la edificación norte, construido en tiempos de Luis XII, albergó antiguamente el Palacio real, luego el échiquier de Normandía (Ministerio de Hacienda) y se convirtió en el siglo XVI en el parlamento de Normandía. Probablemente se inició en 1509 y la obra principal estaría acabada en 1517. Entre 1525 y hacia 1528, la edificación se extendió con un tramo hacia el este. El tejado fue modificado, se abrieron huecos en la planta de piso y se construyeron dos grandes claraboyas. Este edificio sería en parte trabajo de Roulland Le Roux, arquitecto del bureau des Finances (actual oficina de turismo de Ruan). La mitad oriental del cuerpo de la edificación norte se terminó aproximadamente en 1550. Se construyó una nueva escalera sobre el tramo sur de la sala de los procuradores.
El edificio fue ampliado en el siglo XVIII. En 1700, un cuerpo de edificación fue construido por Jacques II Millets-Désruisseaux. En 1739, la edificación sobre la plaza del Mercado Nuevo fue iniciada por Pierre Jarry. El ala en ángulo recto sobre la calle Saint-Lo fue terminada en 1759 por Alexander Dubois.
En el siglo XIX, la edificación estaba en malas condiciones. El muro almenado sobre la calle de los Judíos fue reemplazado por una reja completada en 1836. La escalera de la sala de los procuradores, construida por Jean Delarue y Étienne Guiffart en 1531, fue destruida para ser sustituida por una escalera situada en su ubicación original en medio de la fachada. El pabellón situado en la esquina noroeste del patio y la puerta de los Ciervos (sobre la calle de los Judíos) fueron demolidos en 1834.
El ala trasera del cuerpo de edificación de Jarry sobre la calle de los Judíos fue construida a partir de 1833 hasta 1836. La parte oriental del cuerpo de la edificación norte fue decorado a partir de 1836. El cuerpo de edificación se reconstruyó a partir de 1844. Louis Desmarest restauró la gran sala y la sala de los procuradores de 1857 a 1885. Lucien Lefort reconstruyó y amplió el cuerpo de la edificación oeste de Jarry a partir de 1880. La escalera sobre la sala de los procuradores fue rehecha por Paul Selmersheim en el primer cuarto del siglo XX.

### Daños en la II Guerra mundial
El Palacio fue devastado dos veces en 1944: en el bombardeo del 19 de abril, que supuso la destrucción casi total de los interiores del ala gótica y el del 26 de agosto, antes de la liberación de la ciudad, que vio la aniquilación casi radical de la parte central gótico-renacentista. Sólo los muros de piedra resistieron, y los pináculos y accesorios y las hermosas cubiertas de las naves en madera de roble fueron destruidos. Los interiores fueron devastados, incluida la magnífica sala de asientos con su artesonado, restaurada después. Las carpinterías fueron reemplazadas por carenas de cemento. Las partes neogóticas escaparon a la destrucción. Sin embargo, el impacto de las bombas causadas por los bombardeos de la ciudad durante la semana roja (30 de mayo al 5 de junio de 1944) y el 26 de agosto de 1944, se han mantenido es ese estado de forma voluntaria para honrar y perpetuar la memoria de los miles de víctimas en esos días decisivos y recordar lo que fue el precio pagado por la ciudad de Rouen para la Liberación de Francia.

### Casa Sublime
La Casa Sublime (Maison Sublime) es un monumento judío descubierto debajo de las escaleras de la derecha del patio de honor. Datado de 1100, es uno de los monumentos judíos más antiguos de Europa y los muros que se conservan, de poca altura permiten descubrir una inscripción en hebreo: «¡Que esta casa sea sublime!» («Que cette maison soit sublime !»). También muestra igualmente un león de Judá esculpido. Era una yeshiva, una escuela rabínica importante. Contó con grandes nombres del judaísmo medieval como Rashbam, nieto de Rachi de Troyes, y Abraham ibn Ezra. La expulsión de los judíos de Francia en 1306 marcó el fin de su actividad. En 1499, la construcción del Palacio de justicia de la calle de los Judíos, en el centro del antiguo barrio judío de la ciudad, supuso la destrucción de las plantas superiores y el entierro del primer nivel bajo el patio del Palacio.

## Arquitectura
El Palacio de justicia de Ruan es uno de los pocos logros de la arquitectura civil gótica de finales de la Edad Media en Francia.[cita requerida] Solamente el ala trasera a la izquierda de la fachada, en el patio de honor, es realmente gótica, y fue construida entre finales del siglo XV y principios del XVI. Se aprecian los pináculos, las gárgolas y una balaustrada flamígera en la base del tejado. La escalera contigua ha sido reconstruida a principios del siglo XX por el arquitecto Paul Selmersheim en estilo neogótico de Champagne, y ésta, después del «affaire de la escalera», que vio el desmontado de aquella realizada en estilo neogótico también por el arquitecto Lucien Lefort, apóstol del historicismo en Ruan.
El cuerpo central del edificio es una mezcla de estilos gótico y renacentista, cuya construcción abarca casi todo el siglo XVI. La decoración es más rica que en el ala gótica propiamente dicha, y la balaustrada es radicalmente diferente.
El ala derecha es un pastiche de estilo neogótico, que data del siglo XIX y que sustituyó una antigua parte en estilo clásico. También neogótica es la parte que da a la calle Juana de Arco, con su torre del reloj.

## Galería de imágenes

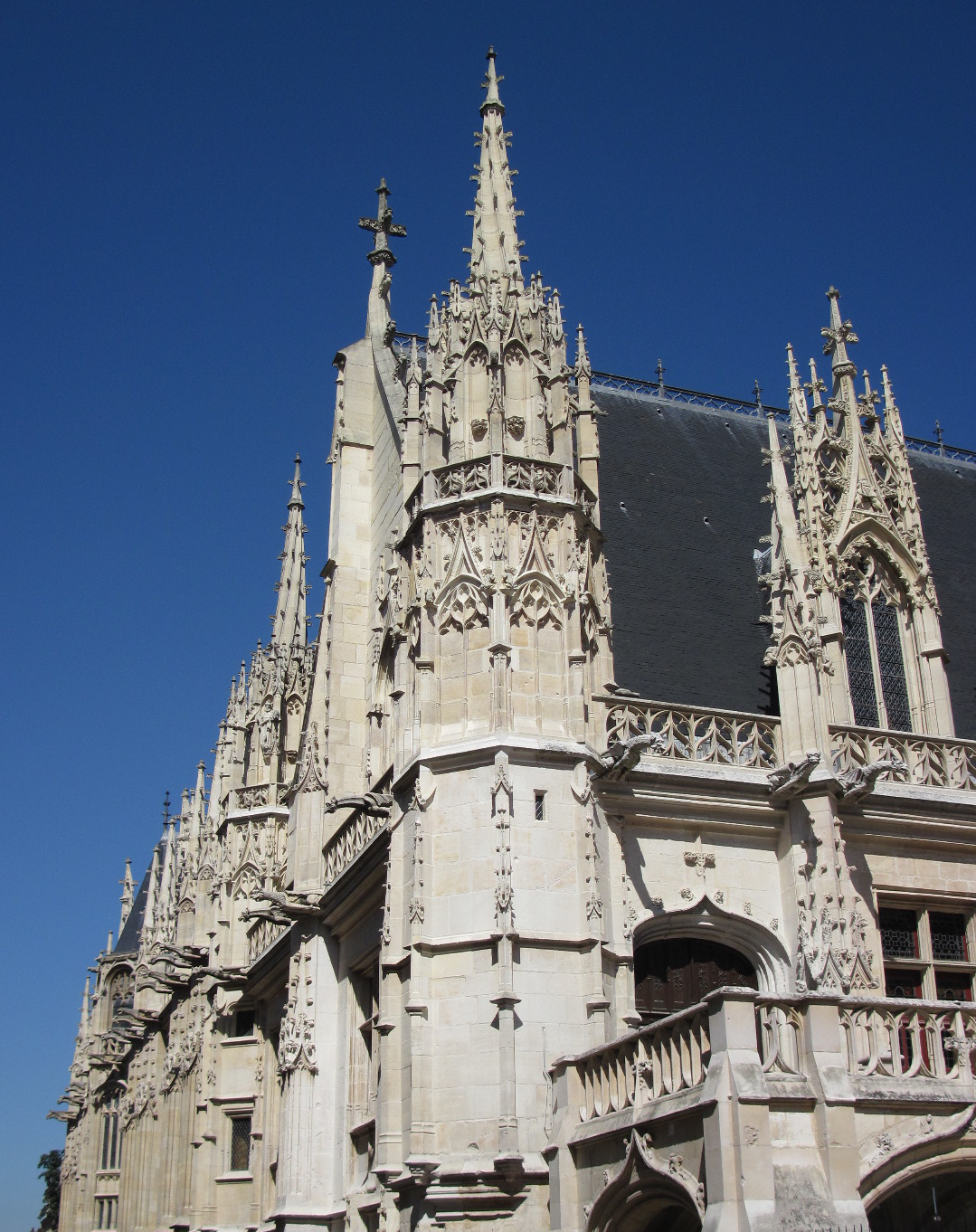
Detalle de un pilar gótico y parte superior de la escalera reciente
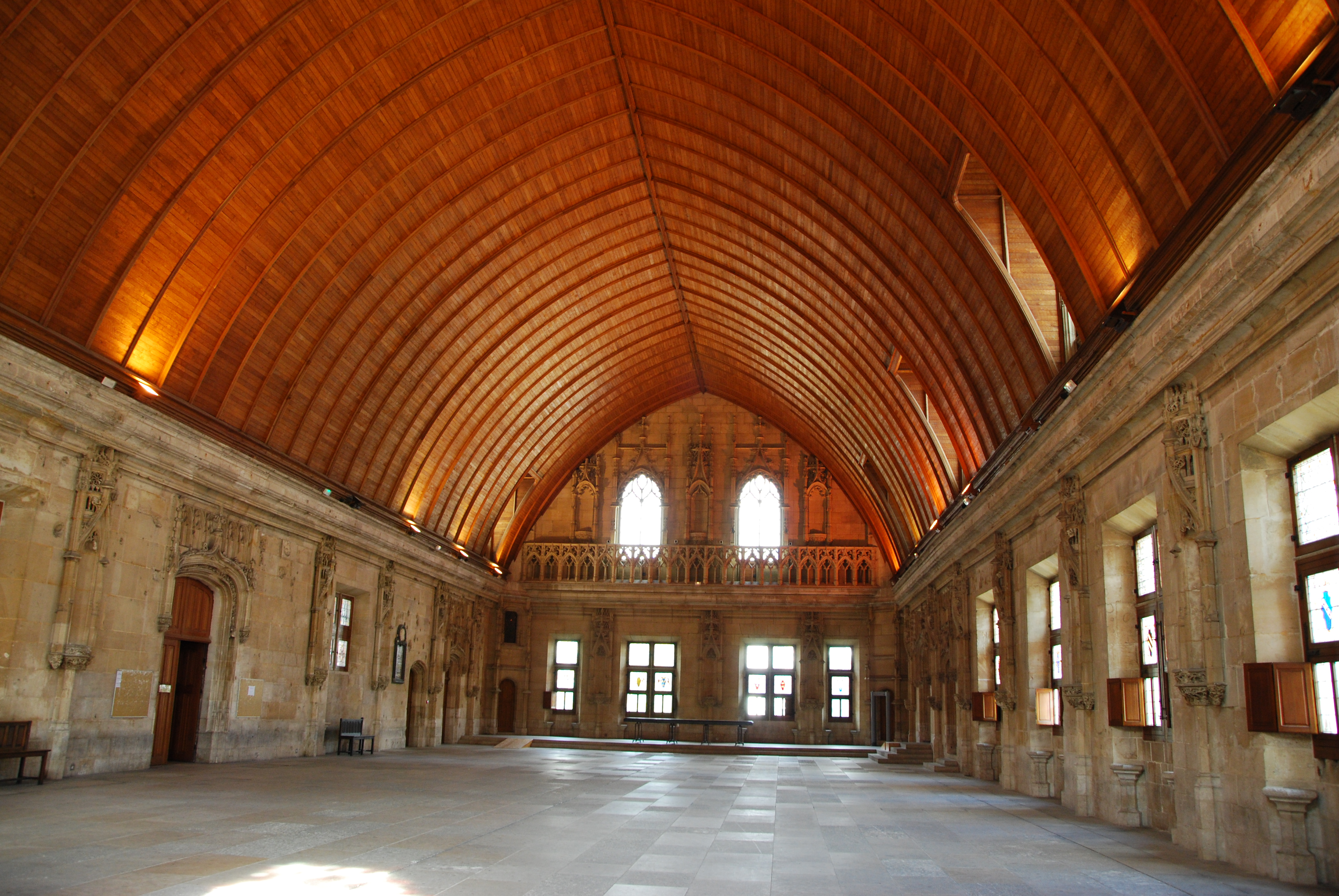
Gran sala llamada de los procuradores
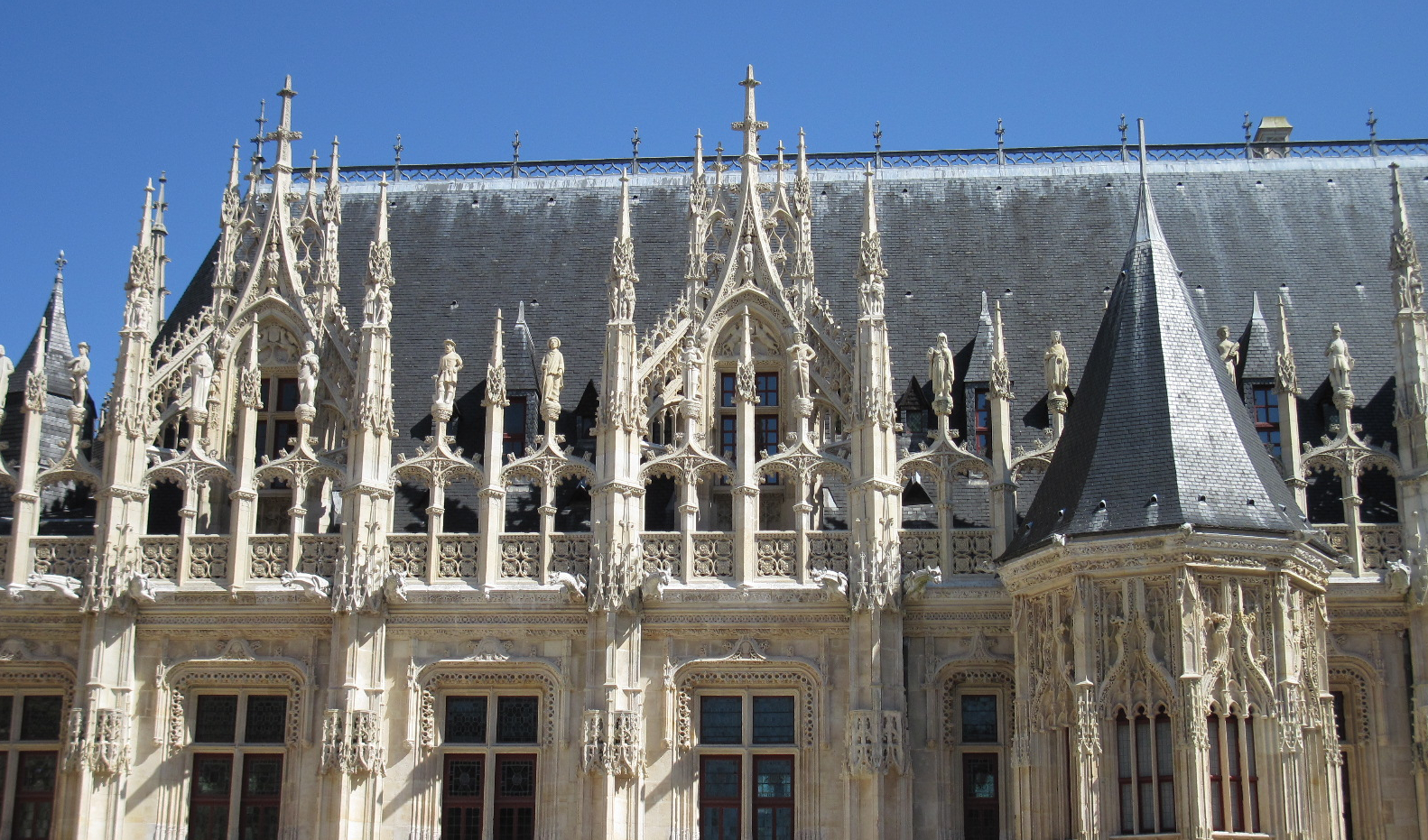
Cuerpo central del edificio con balaustrada renacentista y detalles de ventanas renacentistas
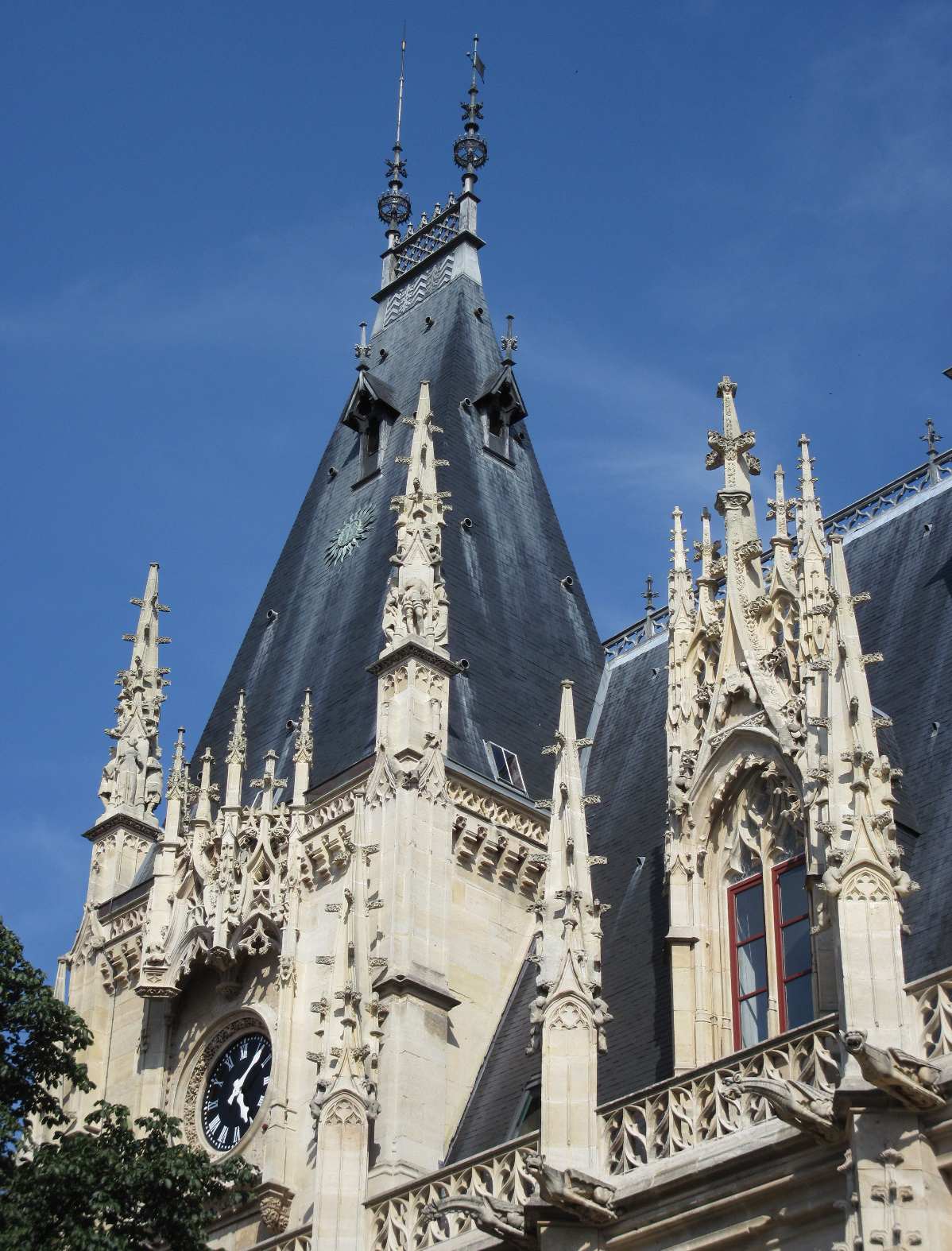
Arquitectura neogótica, 1885, detalle del reloj
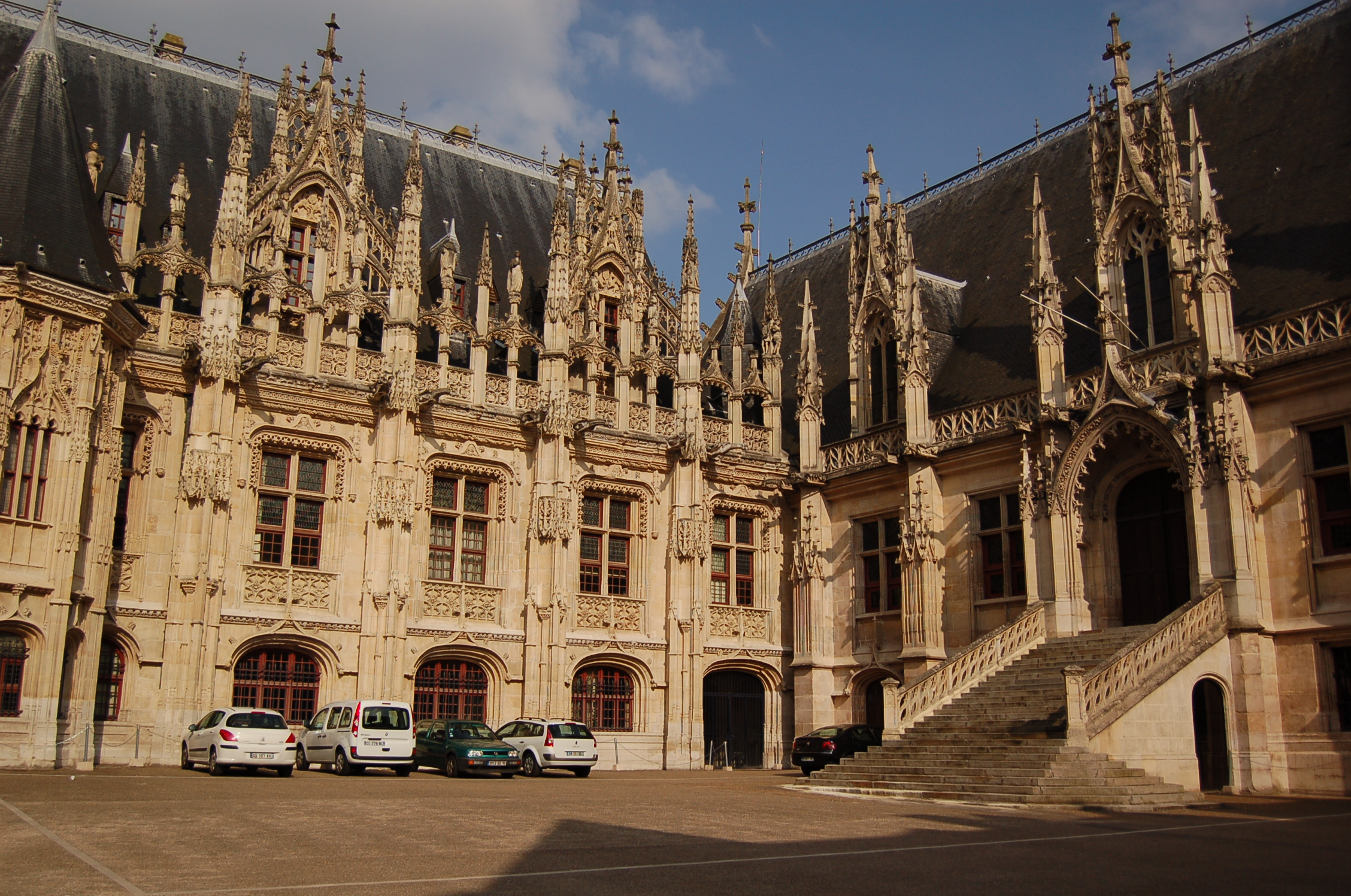
Patio del Palacio de justicia
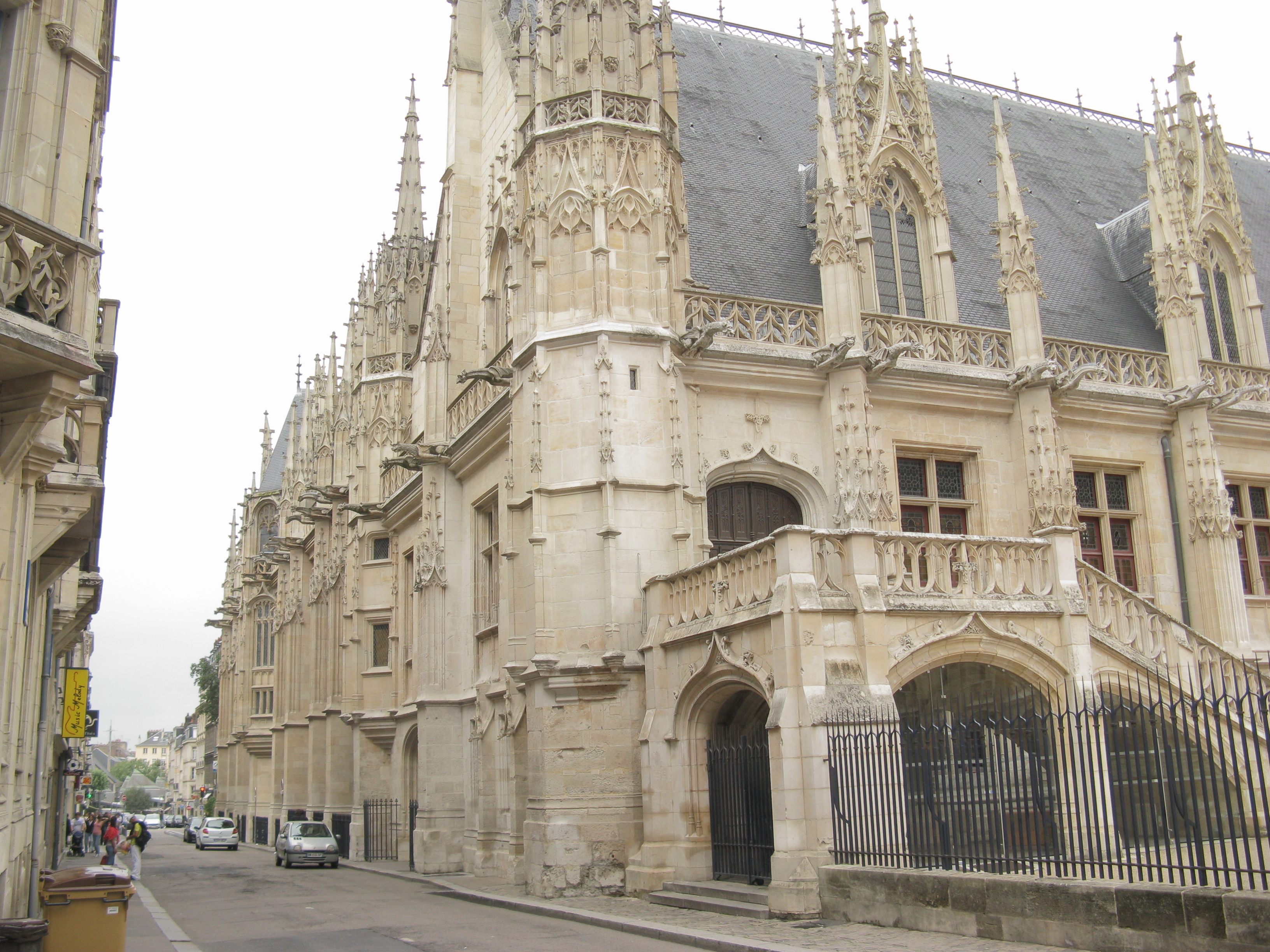
Vista desde la calle